# Ludovic al VI-lea al Franței
Ludovic al VI-lea (în franceză:Louis VI Le Gros, l’Éveillé sau le Batailleur), (n. 1 decembrie 1081, Paris, Regatul Franței – d. 1 august 1137, Béthisy-Saint-Pierre, Picardie⁠(d), Franța) a fost regele Franței între 1108-1137. 

## Biografie
Ludovic era fiul lui Filip I.
A consolidat puterea regală pentru totdeauna în Île-de-France, regiune care fusese fieful inițial al Capețienilor. Aici, el a reprimat în mod sistematic orice opoziție feudală împotriva autorității regale. 
De asemenea, a făcut ca fiul său, viitorul Ludovic VII, să fie crescut la abația Saint-Denis, în nordul Parisului, și ca acesta să se căsătorească cu Eleanor, moștenitoarea ducatului Aquitaniei, în 1137.
A purtat război cu Henric I, regele Angliei, suferind o înfrângere grea în anul 1119. Ultima sa confruntare armată a fost cu împăratul romano-german Henric al V-lea, care împreună cu regele Angliei, Henric I îi declaraseră război în 1124. Regele Franței a apelat la simțul național al francezilor , iar vasalii francezi au venit în ajutor cu propriile armate, Henric al V-lea fiind nevoit să se retragă.